# Aimée Castain
Aimée Castain, née Aimée Puigdomenech, est une artiste peintre française née le 11 mars 1917 à Banon dans les Basses-Alpes et morte le 10 août 2015  dans la même ville.

## Biographie
Elle est née en 1917 à Banon, où ses parents sont métayers, sans posséder de terres ni de maison,. Sa vie tout entière se passe à la campagne,  longtemps à travailler dans les champs. Elle épouse en 1936 Paul Castain, métayer également. Ils ont quatre enfants. À la fin des années 1950 et début des années 1960, elle commence à garder des moutons, et à dessiner : « Je faisais des croquis pour me distraire, pour moi-même pour ne pas avoir toujours l'esprit à regarder manger mes brebis »,. Elle confiera également : « Quand j'étais dans le vallon, seule avec le troupeau et le chien, ce sont les arbres qui m'ont sauvée, qui m'ont tenu compagnie. Je regardais l'écorce, les branches tourmentées et la journée passait ». Elle ramasse également des cailloux qui attirent son attention. Elle rassemble ainsi une importante collection de silex taillés de toutes sortes qu'elle récolte tout en gardant son troupeau de brebis et de chèvres.
En 1965, le voisinage du peintre Jean-Claude Sardou, qu'elle voit travailler tous les jours, l'encourage à réaliser son premier tableau : « Ça devient imaginaire ! ça je l'aurais pas imaginé ! » s'exclamera-t-elle[réf. nécessaire]. Le facteur-poète Jules Mougin est un des premiers témoins de cette œuvre naissante.
En 1971, Pierre Martel, le fondateur d'Alpes de Lumière, révèle au public ce nouveau peintre en organisant une exposition de ses gouaches à la MJC de Manosque, à l'occasion de l'Année Départementale de la nature. C'est lui qui alerte le peintre Serge Fiorio, son voisin, qui vient la rencontrer et visite son atelier rudimentaire. Celui-ci fait connaître le peintre dans son propre cercle d'amateurs et de collectionneurs pour encourager Aimée Castain à poursuivre son œuvre. Ses préférences vont aux Scènes de travaux saisonniers et aux Intérieurs. Grâce aux ventes de tableaux, Elle et son mari peuvent acheter une maison, quand leurs parents n'ont jamais pu avoir leur «chez eux». Ils y dorment pour la première fois le 18 août 1979.
Le musée Henri-Rousseau, de Laval, lui achète Le Revest-des-Brousses en automne et La Communion tandis qu'elle offre Aurel au musée international Anatole Jakovsky de Nice. De nombreux articles sur sa peinture paraissent alors dans divers journaux dont Herald Tribune.
En 2001, l'association Alpes de Lumière organise une exposition Aimée Castain au Conservatoire ethnologique de Salagon, à Mane et lui consacre le numéro 137 de sa revue sous le titre : Aimée Castain, bergère et artiste.
Aimée Castain s'arrête alors de peindre.

## Autobiographie
- Je m'appelle Aimée, je suis bergère, éditions Chandia, 1980.